# 広州大虐殺 (唐代)
広州大虐殺（こうしゅうだいぎゃくさつ）は、唐代末期、ヒジュラ紀元264年（877年-878年）に、黄巣の反乱軍が広州の住民を虐殺した事件。広州は大いに繁栄していた国際貿易港だったが、この事件でアラブ人やペルシア人などの数万人の外国人商人を含む最大20万人が犠牲になったとされる。桑原隲蔵『蒲寿庚の事績』（1923, 第一節：大食人の通商）は、ペルシャ人アブー・ザイドやマスウーディーらによるアラブ史料（アラビア語史資料）に見える国際貿易都市カンフ（Khanfu, Khanfou,  خانفو）について、広府（広州）であると考証し、カンフ大虐殺はこんにち広州大虐殺と呼ばれる。桑原はまたアラブ史料に見える唐代中国都市を南から順次に数えて Loukin (またはAl Wakin）→ Khanfou (Khanfu) → Djanfou → Kantou (Kansu) であるとし、Khanfou (Khanfu) と Kantou (Kansu) の混同を疑う。一方、この都市リストについては、Loukinは洛京（洛陽）、 Khanfouは邗府（揚州）であって、唐代中国都市を北から順次に数えたとする見方もある。『旧唐書』、『新唐書』の黄巣の乱関係記事には該当するような虐殺の描写は無く、黄巣軍の広州入城も877-878年ではなく唐僖宗乾符6年（879年）旧暦9月であるなど、中国史料とアラブ史料の間には複数の相違がある。

## 背景
758年、アラブ人（大食人）・ペルシア人（波斯人）の海賊が広州を襲い、商人の倉庫を略奪する事件が起きた。広州の当局の記録には、758年10月30日（唐粛宗乾元元年旧暦9月癸巳）にアラブ・ペルシアが広州を襲った（大食、波斯寇廣州）と記されている。
760年、ソグド人である安禄山・史思明らの乱を追討中の田神功が、安史の乱の責任は強欲な外国人たちにあるという認識から、揚州（唐名は邗府、広州から1500km北にある）の裕福な外国人（ソグド人・アラブ人・ペルシア人）商人のコミュニティーを襲うという揚州大虐殺（邗府大虐殺）が起こった。『旧唐書』によると、このとき数千人の外国人商人が虐殺された。
874年に蜂起して巨大な反乱軍に成長した黄巣軍は、高駢の守る邗府（揚州）を避けて南下し、878年に広州の門前に至った。黄巣もまた、田神功と同様に、長く栄え富を蓄えてきた外国人たちに矛先を向けた。後述のバプテスト宣教団の報告にもみられるように、中国では国家の衰退と国内の窮状の責任は強欲な外国人たちにあるという認識が繰り返し出現した。黄巣軍はその復讐として広州で膨大な数の外国人を虐殺したと考えられる。

## 虐殺
ペルシャのアラビア語著述家アブー・ザイド（Abu Zayd Hasan Ibn Yazid Sirafi）によると、ヒジュラ紀元264年（877年から878年）、淡水の大河のほとりにあるカンフ（Khanfu خانفو）という大都市を制圧したヤンシャウ（Yan Shaw يان شوا、黄巣を指すと考えられる, Y/Bの混同によりBan-schou, Ban-schou-naとも読まれる）の軍は、ユダヤ人、ムスリムのアラブ人やペルシア人、ゾロアスター教徒（ペルシア人やインドのパールシーなど）、キリスト教徒などを虐殺した。近辺の桑林もヤンシャウの軍に荒らされた。虐殺の犠牲者は裕福な外国人だった。マッキントッシュスミス（Tim Macintosh Smith, Shaykh al Nāsirī）によるアブー・ザイドの地理書のアラビア語原文からの英訳（2014, 2-2-1節）は、カンフの位置が広府（広州）とは全く異なることを示す（淡水の大河のほとりにある、養蚕のための桑林が多い）。(Shine(2020), p. 59)は、ヒジュラ紀元264年（877-878年）に虐殺が起きたカンフの位置は、760年に虐殺が起きた邗府（かんふ、いまの揚州）と合致しており、アラブ史料においてふたつのカンフ大虐殺（760の邗府＝揚州大虐殺と877-878あるいは879年の広府＝広州大虐殺）の混同があると指摘する。Shine はまた後者（広州）のカンフについて桑原に従い Khanfu と Kansu の混同があるとし、Khanfu を広州（Kansu）から600km西にある欽府（欽州）に比定する。遣唐判官平群広成の陳述によれば、欽府（欽州）は753年に林邑で遭難した広成らを救出した熟崑崙と呼ばれる商人たちの母港であった。

外国人の犠牲者数は、12万人から20万人まで諸説ある。
中国に外国人が住み着いた時期は何度かあるが、彼らがしばらく居着いたそのたびに虐殺が起きた。例えば、9世紀にイスラーム教徒などが広東に住み着いた。そして889年、そこで12万人ともいわれる数の外国人が虐殺されたのだ—the American Baptist Foreign Mission Society、The Baptist missionary magazine (1869年)
10世紀の歴史家マスウーディーもまた、ヤンシャウ（黄巣か？）という成り上がり者の暴徒の大軍が、淡水の大河のほとりにあるカンフという大都市を攻略し、20万人のムスリム、キリスト教徒、ユダヤ教徒、ゾロアスター教徒が殺されたり溺れ死んだりしたと述べている。彼もまた、アブー・ザイドと同様に、暴徒が周辺の桑林を切り倒したのでイスラム諸国への絹の輸出が途絶えたとも述べており（実際には乱のなかで養蚕農家や絹織物職人のコミュニティーが崩壊したため）、絹交易の観点からも、この虐殺事件に対するアラブの歴史家・地誌家の関心の高さがうかがえる。